# 桑妮·哈卡拉
桑妮·哈卡拉（芬蘭語：Sanni Hakala，1997年10月31日—），芬兰女子冰球运动员。她曾代表芬兰参加2018年和2022年冬季奥林匹克运动会冰球比赛，获得二枚铜牌。她也曾获得2019年世界女子冰球锦标赛亚军。